# Imperator Pictures
Imperator Pictures es una compañía productora fundada en 2011 por Francisco Lupini Basagoiti en la ciudad de Nueva York, que se centra en la creación de ficción para diversos formatos: cine, televisión y teatro. 

## Filmography
- ¡He matado a mi marido (2016)
- TÚ. YO. BAÑO. SEXO. AHORA. (2015)
- YO, la PEOR de TODAS (2014)
- ¡Madre Mía! (2013)
- El Nido Vacío (2012)
- To Suffer Like Fingers that don't Bleed (2012)
- BLACKOUT (2012)
- The Cucumber that Killed Me (2010)
- To Be Kept Inside a Trinket (2009)